# 195998 Skipwilson
195998 Skipwilson este un asteroid din centura principală de asteroizi.

## Descriere
195998 Skipwilson este un asteroid din centura principală de asteroizi. A fost descoperit pe 1 septembrie 2002 la Haleakala de Robert D. Matson. Asteroidul prezintă o orbită caracterizată de o semiaxă mare de 3,12 ua, o excentricitate de 0,20 și o înclinație de 13,4° în raport cu ecliptica.